# Tremella diploschistina
Tremella diploschistina es una especie de hongo del género Tremella, familia Tremellaceae, orden Tremellales. Fue descrita por Millanes, M.Westb., Wedin & Diederich.

## Descripción
Suele ser de color amarillo pálido, marrón oscuro o negro.

## Distribución y hábitat
Se distribuye por Europa y América del Norte. Habita en rocas silíceas, lacustres o costeras, aunque también se ha registrado en zonas y áreas boscosas.